# Giuseppe Castelli (obispo)
Giuseppe Castelli (San Gillio, 15 de noviembre de 1871 - Novara, 12 de septiembre de 1943) fue un obispo católico italiano, ocupó las sedes de Susa, Cuneo y Novara. Conocido también por haber fundado a las Hermanas de la Caridad bajo la protección de San Vicente de Paúl.

## Biografía

### Formación
Giuseppe Castelli nació el 15 de noviembre en San Gillo, provincia de Turín (Italia). Realizó sus estudios en el seminario de la arquidiócesis de Turín. 

### Sacerdocio
Fue ordenado sacerdote el 8 de junio de 1895, por Agostino Richelmy, arzobispo de Turín. 

### Episcopado
El 23 de agosto de 1911, el papa Pío X le nombró obispo de Susa y fue consagrado por el cardenal Richelmy el 28 de octubre siguiente. Luego de nueve años en la sede de Susa, el papa Benedicto XV le trasladó a la diócesis de Cuneo, el 22 de diciembre de 1920.
El 24 de octubre de 1924, Castelli fue nombrado obispo de Novara por el papa Pío XI. Durante su gobierno cumplió con distintas visitas pastorales, celebró un sínodo diocesano en 1936, incrementó y difundió diversos movimientos laicales, principalmente la Acción Católica, celebró dos congresos eucarísticos, amplió el palacio episcopal y fusionó las congregaciones de las Hermanas de la Caridad de Grignasco y Prato Sessia, originando un nuevo instituto con el nombre de Hermanas de la Caridad bajo la protección de San Vicente de Paúl.

### Fallecimiento
Murió el 12 de septiembre de 1943 y fue sepultado en la catedral de Santa María de Novara.